# Aeropuerto Internacional de Harbin-Taiping
El Aeropuerto Internacional de Harbin-Taiping (哈尔滨太平国际机场) es el aeropuerto que sirve a la ciudad-subprovincia de Harbin en la provincia de Heilongjiang, República Popular China.

## Historia
El Aeropuerto Internacional de Harbín Taiping, antes conocido como aeropuerto de Yanjiagang, se encuentra a unos treinta y siete kilómetros al suroeste de la ciudad de Harbín. Fue construido en 1979 con una mayor expansión entre 1994 y 1997 a un costo de 960 millones de yuanes. En 1984 se actualizó a un aeropuerto internacional. Hoy en día es un importante centro de transporte para el noreste de China y es el aeropuerto más grande al norte de China. Su edificio de la terminal también es actualmente el más grande en el noreste de China.
Es capaz de manejar a seis millones de pasajeros al año y cuenta con más de cincuenta líneas aéreas, tanto nacionales como internacionales. Actualmente, cuenta con una pista de asfalto de 3 200 metros.
En 2010, el Aeropuerto Internacional de Harbin Taiping fue el 23º aeropuerto en China más ocupado, con 7 259 498 de pasajeros.

## Destinos
| Aerolíneas                                  | Destinos |
| ------------------------------------------- | --- |
| Aeroflot operated by Vladivostok Air        | Jabárovsk, Vladivostok |
| Air China                                   | Pekín-Capital, Chengdu, Chongqing, Hangzhou, Xi'an |
| Air Koryo                                   | Pionyang |
| Asiana Airlines                             | Seúl-Incheon |
| China Eastern Airlines                      | Pekín-Capital, Dongsheng, Kunming, Nankín, Shanghái-Pudong, Xi'an |
| China Southern Airlines                     | Pekín-Capital, Changsha, Dalian, Guangzhou, Hangzhou, Hefei, Heihe, Jinan, Mohe, Qingdao, Shanghái-Pudong, Shenyang, Shijiazhuang, Taiyuan, Xi'an, Weihai, Wuhan, Yichun, Zhengzhou             |
| China Southern Airlines                     | Niigata, Osaka-Kansai, Seúl-Incheon, Taipéi-Taoyuan, Tokio-Narita |
| Eva Air                                     | Taipéi-Taoyuan |
| Grand China Air operated by Hainan Airlines | Pekín-Capital |
| Hainan Airlines                             | Dalian, Hangzhou, Hefei, Ordos, Qingdao, Taiyuan |
| Hong Kong Express Airways                   | Hong Kong |
| Juneyao Airlines                            | Shanghái-Pudong |
| Kunming Airlines                            | Jinan |
| Lucky Air                                   | Zhengzhou |
| Okay Airways                                | Changsha, Heihe, Jiamusi, Jixi, Tianjin, Yantai, Yichun |
| SAT Airlines                                | Yuzhno-Sajalinsk |
| Shandong Airlines                           | Dalian, Jinan, Qingdao, Shenyang, Yantai |
| Shanghai Airlines                           | Shanghái-Pudong |
| Shenzhen Airlines                           | Dalian, Changzhou, Guangzhou, Nankín, Shenyang, Shenzhen |
| Sichuan Airlines                            | Changzhou, Chengdu, Chongqing, Dalian, Guilin, Guiyang, Hailar, Hangzhou, Hefei, Hehei, Jinan, Kunming, Nankín, Nanning, Sanya, Shijiazhuang, Taiyuan, Wenzhou, Wuhan, Xi'an, Xuzhou, Zhengzhou |
| Spring Airlines                             | Shanghái-Pudong |
| Tianjin Airlines                            | Dalian, Manzhouli, Tongliao |
| Ural Airlines                               | Novosibirsk, Ekaterimburgo, Cheliábinsk |
| Xiamen Airlines                             | Hangzhou, Jinan, Nankín, Qingdao, Shenyang, Zhengzhou |
| Yakutia Airlines                            | Blagoveshchensk, Yakutsk |

## Estadísticas
Ver fuente y consulta Wikidata.